# Nyad
Nyad es una película biográfica estadounidense de drama deportivo de 2023 dirigida por Elizabeth Chai Vasarhelyi y Jimmy Chin, y escrita por Julia Cox. Está protagonizada por Annette Bening como la nadadora Diana Nyad, Jodie Foster y Rhys Ifans. La película es el debut narrativo como director de Vasarhelyi y Chin y está basada en la autobiografía de Nyad Find a Way.
Tuvo su estreno mundial en el 50.º Festival de Cine de Telluride el 1 de septiembre de 2023. Se estrenó en cines selectos el 20 de octubre de 2023, antes de transmitirse en Netflix el 3 de noviembre.

## Sinopsis
Nyad sigue la vida de la nadadora estadounidense, Diana Nyad (Annette Bening), cuyo sueño es convertirse en la primera persona en nadar de seguido desde las costas de Cuba hasta las costas de Florida sin una jaula para tiburones.

## Reparto
- Annette Bening como Diana Nyad [6]
- Jodie Foster como Bonnie Stoll [7]
- Rhys Ifans como John Bartlett [8]
- Karly Rothenberg como Dee Brady
- Jeena Yi como Angel Yanagihara
- Luke Cosgrove como Luke Tipple
- Eric T. Miller como Jack Nelson
- Garland Scott como Jon Rose

## Producción
En enero de 2022, se anunció que Netflix distribuirá la película.

## Estreno
Tuvo su estreno mundial en la 50.º edición del Festival de Cine de Telluride el 1 de septiembre de 2023. También se proyectó el 12 de septiembre, en la  48.º edición del Festival Internacional de Cine de Toronto. Se estrenó en cines estadounidenses en un estreno limitado el 20 de octubre de 2023, antes de su estreno mundial en Netflix el 3 de noviembre.

## Recepción

### Crítica
Nyad recibió reseñas generalmente positivas de parte de la crítica y de la audiencia. En el sitio web agregador de reseñas Rotten Tomatoes, la película posee una aprobación de 86%, basada en 145 reseñas, con una calificación de 7.0/10 y un consenso crítico que dice "Nyad es una película biográfica inspiradora de deportes estrictamente basada en los méritos de su historia, pero son las destacadas actuaciones de Annette Bening y Jodie Foster las que realmente mantienen esta película a flote". De parte de la audiencia tiene una aprobación de 83%, basada en más de 250 votos, con una calificación de 4.0/5.
El sitio web Metacritic le dio a la película una puntuación de 64 de 100, basada en 34 reseñas, indicando "reseñas generalmente favorables". Las audiencias encuestadas por CinemaScore le otorgaron a la película una "A" en una escala de A+ a F, mientras que en el sitio IMDb los usuarios le asignaron una calificación de 7.1/10, sobre la base de más de más de 14 000 votos. En la página web FilmAffinity la película tiene una calificación de 6.2/10, basada en 980 votos.

### Premios y nominaciones
| Premio                                                           | Fecha                   | Categoría                                                         | Nominado                                                                                | Resultado | Ref.          |
| ---------------------------------------------------------------- | ----------------------- | ----------------------------------------------------------------- | --------------------------------------------------------------------------------------- | --------- | ------------- |
| The Queerties                                                    | 28 de febrero de 2023   | Próxima gran novedad                                              | NYAD                                                                                    | Nominada  | [ 18 ]        |
| Mill Valley Film Festival                                        | 16 de octubre de 2023   | Guionistas de variedades a seguir                                 | Julia Cox                                                                               | Ganadora  | [ 19 ]        |
| Premios de Música de Hollywood de Medios de Comunicación         | 15 de noviembre de 2023 | Mejor banda sonora                                                | Alexandre Desplat                                                                       | Nominado  | [ 20 ]        |
| Premios de la Asociación de Críticos de Cine de Washington D. C. | 10 de diciembre de 2023 | Mejor actriz de reparto                                           | Jodie Foster                                                                            | Nominada  | [ 21 ]        |
| Asociación de Críticos de Cine de Chicago                        | 12 de diciembre de 2023 | Mejor actriz de reparto                                           | Jodie Foster                                                                            | Nominada  | [ 22 ]        |
| Las Vegas Film Critics Society                                   | 13 de diciembre de 2023 | Mejor actriz                                                      | Annette Bening                                                                          | Nominada  | [ 23 ]        |
| Las Vegas Film Critics Society                                   | 13 de diciembre de 2023 | Mejor actriz de reparto                                           | Jodie Foster                                                                            | Nominada  | [ 23 ]        |
| Sociedad de Críticos de Cine de San Diego                        | 19 de diciembre de 2023 | Mejor actriz de reparto                                           | Jodie Foster                                                                            | Nominada  | [ 24 ]        |
| Premios Globo de Oro                                             | 7 de enero de 2024      | Mejor actriz - Drama                                              | Annette Bening                                                                          | Nominada  | [ 25 ]        |
| Premios Globo de Oro                                             | 7 de enero de 2024      | Mejor actriz de reparto                                           | Jodie Foster                                                                            | Nominada  | [ 25 ]        |
| Premios de la Crítica Cinematográfica                            | 14 de enero de 2024     | Mejor actriz de reparto                                           | Jodie Foster                                                                            | Nominada  | [ 26 ]        |
| Premios del Sindicato de Maquillaje y Peluquería                 | 18 de febrero de 2024   | Mejor maquillaje contemporáneo en un largometraje cinematográfico | Felicity Bowring, Ann Maree Hurley, Julie Hewett, Mahar Lessner                         | Nominados | [ 27 ] [ 28 ] |
| Premios del Sindicato de Maquillaje y Peluquería                 | 18 de febrero de 2024   | Mejor peluquería contemporánea en un largometraje cinematográfico | Daniel Curet, Vanessa Columbo, Enzo Angileri, Darlene Brumfeld                          | Nominados | [ 27 ] [ 28 ] |
| Premios del Sindicato de Diseñadores de Vestuario                | 21 de febrero de 2024   | Excelencia en Cine Contemporáneo                                  | Kelli Jones                                                                             | Nominada  | [ 29 ] [ 30 ] |
| Premios del Sindicato de Efectos Visuales                        | 21 de febrero de 2024   | Outstanding Supporting Visual Effects in a Photoreal Feature      | Jake Braver, Fiona Campbell, Westgate R., Christopher White, Mohsen Mousavi, Dann Tarmy | Ganadores | [ 31 ] [ 32 ] |
| Premios del Sindicato de Efectos Visuales                        | 21 de febrero de 2024   | Outstanding Effects Simulations in a Photoreal Feature            | Korbinian Meier, Sindy Saalfeld, David Michielsen, Andreas Vrhovsek                     | Nominados | [ 31 ] [ 32 ] |
| Premios del Sindicato de Actores                                 | 24 de febrero de 2024   | Mejor actriz                                                      | Annette Bening                                                                          | Nominada  | [ 33 ]        |
| Premios del Sindicato de Actores                                 | 24 de febrero de 2024   | Mejor actriz de reparto                                           | Jodie Foster                                                                            | Nominada  | [ 33 ]        |
| Premios Óscar                                                    | 10 de marzo de 2024     | Mejor actriz                                                      | Annette Bening                                                                          | Nominada  | [ 34 ]        |
| Premios Óscar                                                    | 10 de marzo de 2024     | Mejor actriz de reparto                                           | Jodie Foster                                                                            | Nominada  | [ 34 ]        |